# اودرینتسی، استان دوبریچ
اودرینتسی (به بلغاری: Odrintsi) روستایی در بلغارستان است که در شهرستان دوبریچکا واقع شده‌است.